# Emlembe
Emlembe (1862 m n. m.) je hora v Dračích horách v jižní Africe. Leží na státní hranici mezi Svazijskem (distrikt Hhohho) a Jihoafrickou republikou (provincie Mpumalanga). Jedná se o nejvyšší horu Svazijska.